# Tintina

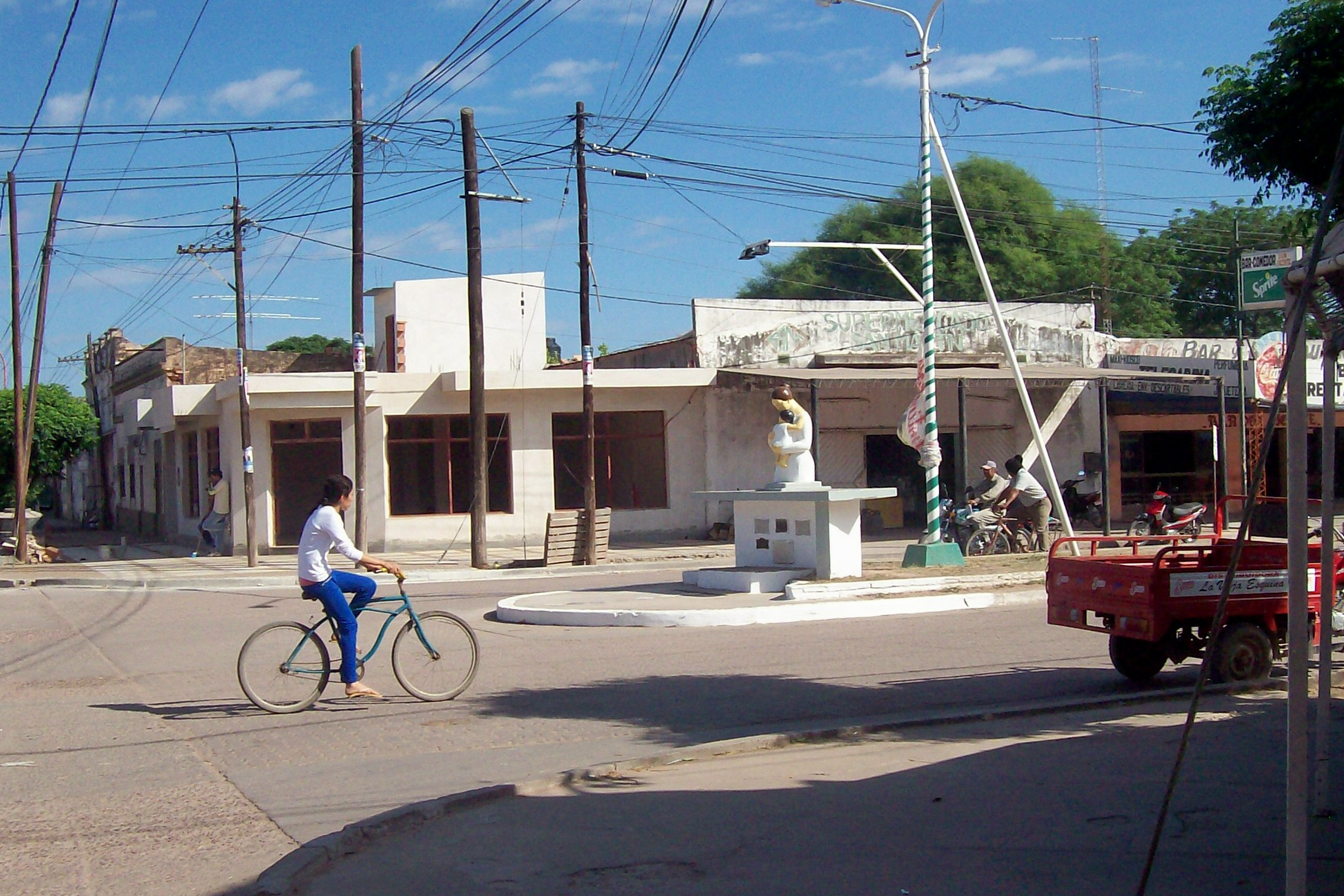
Tintina

Tintina is een plaats in het Argentijnse bestuurlijke gebied Moreno in de provincie Santiago del Estero. De plaats telt 3.868 inwoners.